# Abou Moussab Al-Zarqaoui
Abou Moussab al-Zarqaoui (arabe : أبو مصعب الزرقاوي, ’Abū Muṣ‘ab az-Zarqāwī), né Ahmed Fadil Nazzal al-Khalayleh (arabe : أحمد فضيل نزال الخلايلة, ’Aḥmad Faḍīl an-Nazāl al-Ḫalāyla) le 30 octobre 1966 à Zarka (Jordanie) et mort le 7 juin 2006 à Hibhib (Irak), est un djihadiste jordanien. Il était le responsable d'Al-Qaïda en Irak et les hommes qu'il menait sont responsables de plusieurs centaines d'attentats-suicides au cours de la guerre d'Irak à partir de 2003. En effet, Abou Moussab al-Zarqaoui a mené une importante campagne d'attaques suicides qui a culminé avec l'attentat de la mosquée de Hasen al-Askari à Samarra en 2006. Il a d'ailleurs été réprimandé par Ayman Al-Zawahiri pour avoir tué plusieurs musulmans chiites durant ses attaques.

## Biographie
Ahmed Fadil Nazzal al-Khalayleh est plus connu sous son pseudonyme Abou Moussab al-Zarqaoui. De confession sunnite, il est né le 30 octobre 1966, à Zarka en Jordanie, d'où sa nisba voulant dire « originaire d'al-Zarqa ». Sa kounya « Abou Moussab » est une référence à Mousab ibn Oumayr, compagnon du prophète Mahomet et premier da'i de l'histoire islamique, mort en chahid à la bataille d'Ouhoud en 625.

### Sa jeunesse
Il naît le 30 octobre 1966 à Zarka, où son père est employé municipal. Il a sept sœurs et deux frères, et il est le préféré de sa mère, une femme au foyer très religieuse. Sa famille appartient au clan des Kalayleh de la tribu des Bani Hassan. Ce sont des bédouins disséminés à travers tout le Moyen-Orient, notamment en Syrie et en Irak, et qui lui serviront plus tard de réseau fidèle et dévoué.[non neutre]
La municipalité de Zarka, faubourg populaire des environs d'Amman capitale de la Jordanie, constitue une cité industrieuse très pauvre qui compte près de 800 000 habitants dont de nombreux réfugiés palestiniens arrivés, pour les premiers, dès après la Nakba de 1948 et qui transformèrent la cité des années 1970 en un important centre de la résistance palestinienne.[réf. nécessaire] La famille loge dans une habitation modeste, au-dessus du cimetière où les pauvres de Zarqa enterrent leurs morts. 
C'est dans ce contexte que Zarqaoui fait son apprentissage de la vie dans la rue. Zarqaoui, de taille moyenne, mais trapu et costaud, montre très tôt un tempérament colérique et bagarreur, voire morbide. Zarqaoui connaît des difficultés dès l'enfance, suivant un chemin qui le conduit du vandalisme à l'alcool et à la drogue. Sa carrière criminelle débute à l'âge de 12 ans, lorsqu'il donne un coup de couteau à un garçon lors d'une bagarre. Son clan, les Khalayleh, est issu d'une tribu dont la respectabilité aurait pu conférer à Zarqaoui certaines facilités dans la société patriarcale jordanienne. Mais il gâche toutes ses chances : il quitte l'école malgré des résultats au-dessus de la moyenne et des compétences artistiques, et après les deux années de service militaire,, il se fait renvoyer pour négligence du poste aux services municipaux obtenu grâce à son père. Il vit de petite délinquance et de nombreux larcins sont à son actif. Il devient souteneur et vendeur de drogue,. Devenu un petit caïd de la rue, ses bras sont tellement recouverts de tatouages qu'il est surnommé « l'homme vert ». Il a la réputation d'être un gros buveur et un homme qui prend plaisir à brutaliser ses adversaires. Selon ceux qui le fréquentaient à l'époque, ainsi que les services secrets jordaniens, il viole des hommes plus jeunes que lui pour les humilier et les dominer.
Sa mère le pousse à s'inscrire à des cours religieux dans une mosquée de la ville, espérant que les imams deviendront des modèles pour lui, ainsi que les jeunes gens plein de piété et quémandant des oboles pour les combattants partant en Afghanistan. À la surprise générale, Zarqaoui plonge dans la religion avec passion. Il renonce à l'alcool, porte systématiquement des manches longues pour couvrir ses tatouages, et fréquente avec assiduité prières et discussions coraniques. Il découvre l'idéologie du djihad en dévorant des cassettes de propagande notamment sur la guerre en Afghanistan et il se porte instantanément volontaire lorsque le chef de prière de la mosquée invite à partir là-bas. Il rejoint donc les combats et franchit la frontière pakistano-afghane au printemps 1989. Il arrive trop tard pour lutter contre les soviétiques qui viennent de quitter le pays, mais participe à l'assaut contre le gouvernement afghan pro-russe.

### Son premier séjour en Afghanistan
Ahmed Fadel Nazzal part faire le djihad durant la guerre d'Afghanistan, en 1989.
Cependant, il arrive trop tard, car l'Armée rouge quitte l'Afghanistan. Il se retrouve à Peshawar, ville frontière pakistanaise et refuge de tous les moudjahidine qui désiraient continuer le combat. Dans cette ville, il rencontre Abou Mohammed al-Maqdisi, un universitaire religieux, qui va le prendre sous sa coupe. Ce dernier lui trouve un emploi dans un journal djihadiste de Peshawar dans lequel il rapporte les faits d'armes des combattants islamistes. Il rencontre à cette occasion le journaliste Saleh Al-Hami qui devient son ami et sera plus tard son biographe. Al-Hami raconte que, contrairement aux autres islamistes, peu portés sur les effusions, Zarqaoui était très émotif dans sa pratique religieuse, pleurant sur des versets du Coran. Il est formé au combat au Pakistan, et participe à son premier combat réel en 1991, alors que les moudjahidine lancent une offensive contre des villes de l'est de l'Afghanistan tenues par le gouvernement, dans les provinces de Paktiya et de Khost. Il y acquiert une réputation de combattant valeureux, et même presque téméraire : il espère trouver dans ses exploits une valeur de rédemption des péchés de sa jeunesse. Lorsqu'il quitte l'Afghanistan, en 1993, il est devenu un vétéran de la guerre, et a acquis une idéologie islamiste auprès des combattants afghans les plus radicaux, ainsi que des imams arabes qui bientôt s'allieront avec Oussama Ben Laden. Il a de plus reçu une formation militaire dans un camp tenu par Abdul Rasul Sayyaf (en), un chef de la rébellion afghane, et mentor de Khalid Cheikh Mohammed, futur cerveau des attentats du 11 septembre 2001. L'ivresse de la victoire lui confère une croyance profonde que Dieu est avec les islamistes.
Le journaliste Didier François analyse la période qui suit le départ des russes en 1989 comme une « longue période de lutte fratricide qui dégénère, à partir de 1992, en guerre ouverte entre moudjahidin ». Didier François précise aussi qu'Abdul Rasul Sayyaf, seigneur de la guerre dont Zarqaoui aurait rallié les milices, n'a « rien à voir avec [...] Al-Qaeda ». Et selon Youssef Rababa, qui a passé trois ans en prison en Jordanie avec Zarqaoui, ce dernier n'a pas le profil d'un membre d'Al-Qaïda: tandis qu'Oussama Ben Laden analyse l'islamisme comme une réponse politique à l'occupation des terres musulmanes par des colonisateurs, Zarqaoui a une vision très binaire d'un monde partagé entre mécréants et croyants. Et le seul objectif de Zarqaoui est de pouvoir faire revivre le Califat du Prophète. Zarqaoui ne rencontre pas Oussama Ben Laden lors de ce premier séjour en Afghanistan. À cette époque là, Al-Qaïda sélectionne soigneusement ses membres parmi les vétérans du conflit afghan, et, selon Didier François, « à l'évidence, le jeune Zarkaoui ne répond pas aux critères définis » par Ben Laden.

### Son retour en Jordanie
À son retour au pays en Jordanie en 1993 parmi des centaines de vétérans jordaniens, Zarqaoui trouve un travail dans un vidéo-club. Il est frappé par les différences avec l'Afghanistan : la présence de sex shops, des femmes non voilées, des couples non mariés qui se fréquentent dans des lieux publics, sa famille qui regarde des comédies à la télé. Et son irritation atteint son comble lorsqu'il entend lors des journaux télévisés que le gouvernement jordanien prépare la paix avec Israël.
Il se plonge dans la lecture des premiers héros de l'Islam, notamment Nour Ad-Din, un prince guerrier célèbre par son désir d'unifier plusieurs royaumes musulmans du sud de la Turquie jusqu'à l'Égypte. Zarqaoui s'identifie à ce prince et ses ambitions, mais commence par voir plus petit : il va se présenter à Abou Mohammed al-Maqdisi à Amman, en lui déclarant qu'il veut « travailler pour le bien de la religion en Jordanie ». Ensemble, les deux hommes créent un groupe d'études coraniques, la Bay'at al-Imam (en), dans laquelle ils réunissent des anciens combattants jordaniens qui ont fait l'Afghanistan, et diffusent les livres d'al-Maqdisi au sein de la population. Zarqaoui considérait ce groupe comme un moyen de recruter des islamistes pour des projets très ambitieux, et rapidement il insiste pour que le groupe accomplisse des actions plus spectaculaires que diffuser des photocopies de tracts religieux.
Le meurtre par un juif extrémiste de vingt-neuf personnes en Cisjordanie met le feu aux poudres : furieux, les membres du groupe d'Al-Maqdasi décident de passer à l'action. Al-Maqdisi avait récupéré des stocks d'armes en 1991 lorsque les irakiens s'étaient retirés du Koweït, et les avait cachés dans sa maison en Jordanie à la fin de la guerre. Le groupe projette d'attaquer avec ces armes un poste de garde israélien à la frontière jordano-israélienne, en comptant notamment sur le sacrifice de martyrs pratiquant l'attentat suicide. Mais les services de renseignement jordaniens (le Moukhabarat) veille grâce à son vaste réseau d'informateurs et les stoppe avant qu'ils puissent passer à l'action.
En mars 1994, les services secrets jordaniens font une descente en pleine nuit dans l'appartement de Zarqaoui, et s'emparent de lui pendant son sommeil. Les hommes qui l'arrêtent et l'interrogent racontent qu'il les traite d'« infidèles » et qu'il déverse sur eux son idéologie islamiste. Le directeur adjoint du Moukhabarat raconte que Zarqaoui fait partie des jordaniens que leur expérience en Afghanistan a complètement transformés. À leur départ, ces jordaniens étaient « les gentils » : ils étaient en phase avec ceux qui combattaient les communistes, c'est-à-dire les Américains, les Britanniques et les Saoudiens. À leur retour, leur vision des choses est radicalement différente. Et, plus précisément en ce qui concerne Zarqaoui, le directeur adjoint le perçoit à la fois comme un voyou et un fanatique religieux.
Zarqaoui finit par faire des aveux, ainsi que douze membres de son groupe : ils reconnaissent la possession d'armes illégales, ainsi qu'un complot en vue d'un attentat terroriste. Zarqaoui est condamné à quinze ans de prison. Il va avoir le temps d'étudier le Coran, jusqu'à en mémoriser les six mille versets. Désormais, honteux de son passé de petit délinquant, il va tenter d'effacer ses tatouages avec de l'acide dont les brûlures lui laisseront de vilaines cicatrices sur les bras. D'autre part, son charisme et sa réputation d'ancien combattant d'Afghanistan, sa nouvelle ferveur religieuse, lui permettent de régner sur un petit groupe de délinquants qui l'entourent dont il devient le chef. Il commence à porter son nouveau nom de djihadiste : Abou Moussab al-Zarqaoui.
C'est aussi en prison qu'il va cultiver une haine profonde pour ceux qu'il perçoit comme des ennemis d'Allah. En haut de sa liste, il place le roi Hussein de Jordanie. Il lui reproche notamment d'avoir fait la paix avec Israël. Dans sa liste figurent tous ceux qui travaillent pour le régime ou en profitent, jusqu'aux gardiens de sa prison, ou certains détenus. Le journaliste Joby Warrick le décrit comme un homme brutal, capable d'agresser et d'humilier les détenus qu'il n'aime pas. Meneur d'hommes, il initie une révolte musclée jusqu'à obtenir que certaines revendications des détenus soient satisfaites. Ses défis téméraires contre les autorités de la prison lui valent une certaine notoriété parmi les détenus, malgré ses manières brutales. Il exige une obéissance absolue des membres de sa bande, des islamistes, les réprimandant lorsqu'ils sautent une prière ou regardent un journal télévisé avec une présentatrice non voilée. Selon Libération, cette période d'enfermement est cruciale pour Zarqaoui. Il y découvre ses capacités de meneur.
Son séjour en prison met aussi au jour un autre côté de sa personnalité, très différent. Il est très attaché à sa mère et ses sœurs, avec qui il entretient une relation épistolaire, ses lettres comportant des dessins et des poèmes,. Il est aussi d'une très grande sollicitude pour les hommes de son groupe qui sont malades, et il s'occupe personnellement d'un djihadiste qui a perdu ses deux jambes lors d'un attentat raté.
Il est libéré le 29 mars 1999, à l'occasion d'une amnistie décrétée à l'occasion du couronnement du nouveau roi Abdallah II de Jordanie. Mais, Zarqaoui reprend ses activités et projette, pour le passage à l'an 2000, un attentat à la bombe contre un grand hôtel de la capitale Amman. Cependant, surveillé par la police, son plan est découvert et il doit fuir vers le Pakistan en compagnie de sa mère, pays dans lequel elle mourra en 2004.

### Son deuxième séjour en Afghanistan
Au Pakistan, il reprend contact avec les réseaux islamistes et c'est à cette époque qu'il rencontre Oussama ben Laden pour la première fois. Mais leur histoire, leurs motivations et leurs ambitions sont différentes, presque antinomiques. Ben Laden est un fils de milliardaire, ayant eu une enfance de nanti, vingt ans d'expérience de combats en Afghanistan et son adhésion au djihad est encore plus ancienne. Leurs ennemis sont aussi différents, pour Ben Laden ce sont les princes saoudiens et les Américains, pour Zarqaoui ce sont les Israéliens et le royaume de Jordanie.
Il retourne alors en Afghanistan, durant la période talibane, mais ne désirant pas rester avec Ben Laden à Kandahar, il préfère monter son propre camp d’entraînement dans la région d'Hérat, à l'extrême nord-ouest du pays, avec une centaine d'hommes, en majorité des Palestiniens et des Jordaniens. Il baptise son groupe, Tawhid wal Djihad (Tawhid et Guerre sainte). De cette époque, date son identification par les experts des services antiterroristes, mais il semble alors être en rivalité avec Al-Qaïda.
À l'automne 2001, lorsque les Américains et leurs alliés déclenchent leur intervention contre le régime des talibans, Zarqaoui et sa bande passent en Iran, où, selon divers services de renseignement, les autorités lui ont apporté un soutien logistique et financier. Quelque temps plus tard, au début de l'année 2002, conscient des possibilités offertes par la géographie du Kurdistan irakien pour établir un foyer de djihad, il s'installe dans l'émirat islamique de Byara (en) auprès d'un groupe appelé Ansar al-Islam avec lequel il aurait entretenu des liens dès les années,[Quand ?]. Il met les capacités techniques de son équipe formée à Hérat à la disposition de ce groupe terroriste. Il semblerait que Zarqaoui ait été blessé fin 2001 lors d'un bombardement ; il se serait enfui en Iran puis en Irak, il semblerait qu'il ait été hospitalisé à Bagdad, où il aurait été amputé d'une jambe, ce qui a fait dire aux services américains qu'il y aurait un lien entre le régime de Saddam Hussein et la mouvance Zarqaoui.

### Installation en Syrie, retour en Jordanie avec des faux documents syriens puis retour en Syrie
Six mois plus tard, Zarqaoui s’installe en Syrie selon des documents d'aveux de ses lieutenants arrêtés par la police jordanienne.
Dans ces mêmes déclarations, on apprend que Zarqaoui est rentré plusieurs fois en Jordanie entre 2002 et 2003 muni de faux documents syriens ; c'est à cette époque qu'il commandite l'assassinat du diplomate américain Lawrence Foley (en), voir la section Assassinat de Lawrence Foley : ce diplomate sera tué chez lui à Amman par des lieutenants du terroriste jordanien ; après cette action terroriste, Zarqaoui s'établit quelque temps encore en Syrie.

### Arrivée en Irak après la chute de Saddam Hussein
Zarqaoui arrive en Irak après la chute de Saddam Hussein, il cherche alors à s'introduire dans les milieux de la résistance baasiste, avec comme objectif de déclencher un djihad, à la fois contre les Américains et leurs alliés, mais aussi contre les chiites irakiens.
De fait, dès le 19 août 2003, il est en mesure de commencer son « djihad » en faisant exploser l'immeuble abritant le personnel de l'ONU au cœur de Bagdad, causant la mort de vingt-deux personnes dont le représentant des Nations unies, le brésilien Sérgio Vieira de Mello. Le 29 août 2003, l'attaque (en) contre le mausolée de l'imam Ali à Nadjaf, ville sainte chiite, tue quatre-vingt-dix personnes (dont Mohammed Baqir al-Hakim, le fondateur du Conseil suprême islamique irakien) et en blesse plus de cinq-cents.
Le 11 mai 2004, il fait diffuser par Internet, une vidéo montrant la décapitation d'un jeune otage américain, Nicholas Berg, voir la section Meurtre de Nick Berg. À partir de cet événement, il sera surnommé le « lion de Mésopotamie » ou le « prince d'Al-Qaïda en Irak ».
Les attentats sans fin perpétrés par son organisation engendrent le chaos et font de très nombreuses victimes. Les chiites et les Américains deviennent des alliés objectifs. En juillet 2004, son organisation subit de lourdes pertes lors du siège de Falloujah et même Zarqaoui faillit être pris. Il put s'échapper en sautant de son pick-up en marche pour éviter de justesse un barrage tenu par les marines américains.

### Chef d'Al-Qaida en Irak
Le 19 octobre 2004, son groupement, le Tawhid wal Djihad, est reconnu par ben Laden comme le « relais d'Al-Qaida en Mésopotamie », voir La fusion entre al-Tawhid et al-Qaida. Devenus leur « ennemi n°1 », les Américains commencent alors une chasse impitoyable — voir la traque — et son réseau est peu à peu infiltré par des informateurs.
Le 26 avril 2005, il fait diffuser sur le site internet d'Al-Qaida une vidéo le montrant avec ses soldats, s'entraînant au tir dans le désert. Il pavane une ceinture d'explosifs à la taille, un fusil-mitrailleur à la main et un foulard noir sur la tête.
En juillet 2005, il fait exécuter un diplomate égyptien kidnappé, un musulman présenté comme un « ennemi de Dieu » parce que travaillant avec la nouvelle administration. Son maître al-Maqdisi se désolidarise de lui, estimant que « sa violence aveugle nuit à la cause des moudjahidine ». Il va peu à peu perdre nombre de ses soutiens.
Il meurt le 7 juin 2006 lors d'un bombardement américain par deux F-16 dans la municipalité de Hibhib au nord-ouest de Bakouba, avec sept de ses adjoints, dont son conseiller religieux cheikh Abdel Rahman (en). Son corps a été identifié par ses cicatrices et ses empreintes digitales (voir ci-dessous : Mort).

## Carrière terroriste

### Activités en Irak
Zarqaoui est soupçonné d'être le commanditaire de dizaines d'attaques (souvent revendiquées) et de plusieurs centaines de morts en Irak, où son influence devint importante à partir de l'intervention de la Coalition en 2003. Son but était de semer le chaos en Irak pour mieux chasser les forces de la coalition et imposer un islam fondamentaliste.
Zarqaoui est considéré comme un spécialiste des poisons, formé dans les camps d'Al-Qaida en Afghanistan. Néanmoins, son entrée au sein d'Al-Qaida pourrait être relativement récente. Il s'est lié avec différents groupuscules islamistes, dont Ansar al-Islam et le Jihad islamique égyptien.
Outre des assassinats ciblés, Zarqaoui est le responsable assumé de nombreux attentats terroristes ayant touché la population civile irakienne, en particulier la communauté chiite, au prix de plusieurs centaines de tués.
Ces attentats aveugles vont faire perdre à l'organisation Al-Qaida en Iraq bon nombre de ses soutiens parmi la population qui les voyaient tout d'abord comme des résistants à l'occupation américaine. De nombreux chefs tribaux irakiens se rallieront alors au gouvernement pour lutter contre les groupes terroristes et ainsi constituer une faction appelée "Réveil d'al-Anbar", du nom de la province où était principalement actif le groupe de Zarquaoui.
Il a revendiqué l'attaque contre le siège de l'ONU à Bagdad (causant la mort du représentant brésilien des Nations unies Sérgio Vieira de Mello), ainsi que l'attaque (en) d'un poste de police italien à Nassiriya.

### Assassinat de Lawrence Foley
Lawrence Foley (en) (60 ans) est un diplomate américain travaillant en Jordanie pour le compte de l'Agence des États-Unis pour le développement international en tant que responsable des programmes humanitaires dans ce pays. Le 28 octobre 2002, il est assassiné à l'extérieur de son logement à Amman sur ordre de Zarqaoui.
Fin 2002, la justice jordanienne condamne al-Zarqaoui à la peine de mort par contumace pour le meurtre de Lawrence Foley (en), et un mandat d'arrêt international est délivré contre lui, mandat que la Syrie n'accepte pas d'honorer, malgré l'insistance personnelle du roi Abdallah.

### Meurtre de Nick Berg
Le 11 mai 2004, une vidéo est diffusée sur Internet représentant la décapitation de Nick Berg (26 ans), un otage américain. Ce meurtre est le premier d'une série d'enlèvements et de décapitations d'otages. La vidéo complète montrerait que c'est Zarqaoui lui-même qui tient le couteau et procède au meurtre.
Après la mort de Zarqaoui, le père de Nick Berg a cependant déclaré ne pas être certain que Zarqaoui ait assassiné son fils. Il a également expliqué que la mort de Zarqaoui était une « double tragédie », pour la famille du terroriste islamiste et aussi parce qu'elle serait à l'origine de nouvelles violences en Irak.
Le fait de filmer l'exécution et d'en diffuser les images dans le monde entier par Internet marque une nouvelle escalade dans la terreur islamiste, avec la nette volonté d'accentuer la partie psychologique et médiatique du djihad, la « guerre sainte ». Le communiqué accompagnant le film précise d'ailleurs : « Il faut que les ennemis de Dieu sachent qu'il n'y a dans notre cœur aucune trêve ni pitié pour eux. »

### Autres assassinats
Le 14 juillet 2004, il revendique l'assassinat d'Oussama Kachmoula (en), le gouverneur de Ninive, commis trois jours plus tôt.
On pense que Zarqaoui a personnellement décapité un autre civil américain que ceux répertoriés, Olin Eugene "Jack" Armstrong (51 ans), le 20 septembre 2004.
En juillet 2005, son groupe kidnappe et exécute Ihab al-Chérif (en) (51 ans), l'ambassadeur d'Égypte à Bagdad. La sentence est montrée sur vidéo, mais pas l'exécution.
Le 27 juillet 2005, il fait exécuter Ali Belaroussi (62 ans) et Azzedine Belkadi (47 ans), deux diplomates algériens enlevés quelques jours plus tôt.
Le 4 janvier 2005, son groupe assassine Ali al-Haidri, le gouverneur de Bagdad.
En juin 2006, Abou Rami, un haut responsable de son groupe, assassine un diplomate russe enlevé (en). Le meurtre est filmé puis diffusé sur Internet.

### La fusion entre al-Tawhid et al-Qaida
En décembre 2004, Al-Tawhid, l'organisation du terroriste Abou Moussab al-Zarqaoui est acceptée par Al-Qaïda, en tant qu'émirat régional,. Ainsi, de par son activisme et son potentiel très important, al-Zarqaoui devient de fait un des membres les plus importants de l'organisation terroriste. Il est désormais reconnu comme émir de tous les clans affiliés à Al-Qaïda en Irak et donc de leurs réseaux propres en Europe. Pour tous les services secrets antiterroristes, ce ralliement signifie que les réseaux européens de l'organisation Al-Tawhid sont désormais au service direct du « Département des opérations extérieures » d'Al-Qaida, et que les attentats vont reprendre en série.
Rapidement, les services de renseignement allemand, français et néerlandais font état d'une agitation inhabituelle dans les mosquées et milieux les plus extrémistes, et dans leurs notes de synthèse font remonter leurs plus vives inquiétudes. En janvier 2006 il participe à la création du Conseil consultatif des moudjahidines en Irak.

### La traque
Les autorités américaines l'accusent de nombreux actes terroristes, et le considèrent comme l'un des principaux chefs de la mouvance Al-Qaïda présente en Irak. Elles l'accusent de 700 actes et offrent une récompense de 25 millions de dollars US pour sa capture - la même somme que pour Oussama Ben Laden. Un site islamiste mis en ligne le mardi 25 avril 2006 diffusa une vidéo le montrant, prouvant de fait qu'il était toujours vivant et actif. Il y indiquait vouloir « chasser les croisés, les juifs et les apostats » du « Pays-des-deux-fleuves » (l'Irak).
Le 26 avril 2004, la Jordanie annonce avoir déjoué un attentat à l'arme chimique contre le QG de ses services de renseignements. Zarqaoui revendique la paternité du complot et les autorités jordaniennes songent sérieusement à le déchoir de sa nationalité,,. 
Le 20 novembre 2005, le clan de Zarqaoui le renie pour son implication dans les attentats de Jordanie de novembre 2005 ayant fait 67 morts à Amman. Son propre frère, Sayel Fadel Nazzal al-Khalayleh, signe la déclaration.
Le 28 décembre 2005, Interpol émet contre lui un mandat d'arrêt international communiqué aux forces de police des 184 pays membres en vue de l'extrader.
Début mai 2006, le général américain Rick Lynch affirme qu'Al-Zarqaoui se trouverait à « Bagdad ou dans ses environs proches [...] C'est seulement une question de temps avant que nous ne l'arrêtions ». Sa confiance serait liée à des informations récentes obtenues lors de raids, en particulier, lors d'un raid à Youssoufia (en), au sud de Bagdad. L'armée américaine affirme que depuis janvier 2006, 161 membres importants d'Al-Qaïda, dont huit membres de l'état-major d'al-Zarqaoui, ont été arrêtés ou tués.
Durant les trois dernières années, les services américains, furent à plusieurs reprises, proches de mettre la main sur Zarqaoui, mais il avait toujours réussi à se sortir des pièges ou des attaques ciblées menées par ses poursuivants, c'est cette « baraka » qui avait participé à lui forger, auprès de certains jeunes musulmans, une légende de style « Zorro ».

### Mort

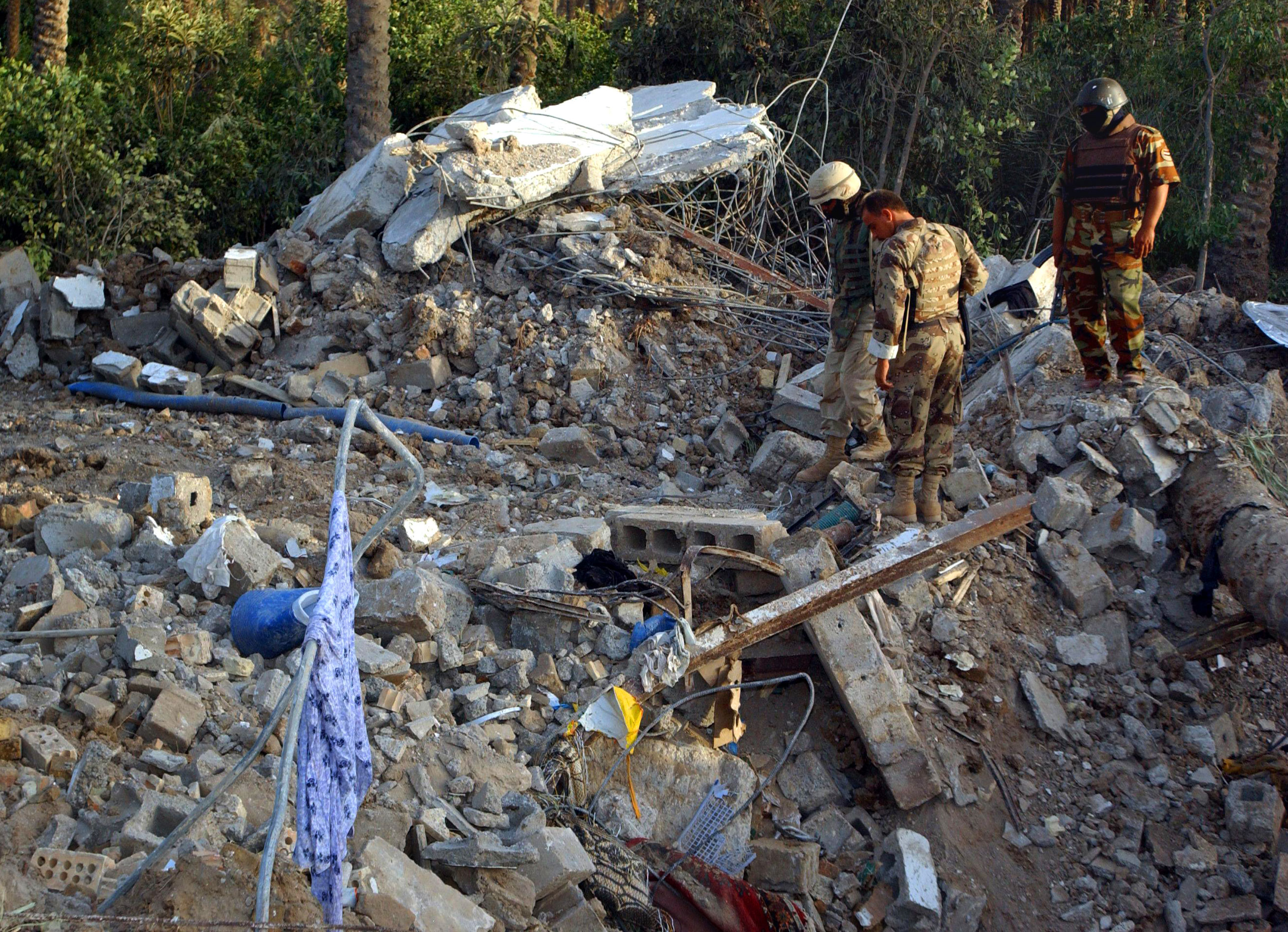
La maison où il se cachait.

Le 8 juin 2006, le Premier ministre irakien Nouri al-Maliki et l'armée américaine annoncent qu'Abou Moussab Al-Zarqaoui a été tué le 7 juin au cours d'un raid aérien, près de Bakouba, en Irak, à 50 km au nord-est de Bagdad.
La mort d'Al-Zarqaoui résulte d'une longue et laborieuse traque menée par une importante collaboration entre les ressources électroniques et les ressources humaines des services de renseignements. Al-Zarqaoui se méfiait des téléphones portables qui trahissent l'emplacement de leur utilisateur, il utilisait plutôt des téléphones satellitaires de type Thuraya qui rendent la localisation plus difficile.
De fait, la « clé du succès » fut le suivi à la trace du Sheikh Abd al-Rahman, un « conseiller spirituel » proche et écouté du chef terroriste, un véritable « gourou ». La ou les voies par lesquelles les Américains auraient identifié ce conseiller ne sont pas connues avec certitude, de nombreuses pistes ont été évoquées :
- une implication des services de renseignement jordaniens, qui auraient infiltré un agent ou retourné un proche de Zarqaoui
- les interrogatoires de membres d'al-Qaida en Irak capturés par une cellule de renseignement attachée à la Task Force 145[28] notamment lors de l'opération Larchwood 4
- la surveillance de cafés internet utilisés par des membres du groupe[29]
- une trahison d'al-Qaida, qui aurait été excédée par le fait qu'il s'en prenait plus aux Chiites qu'aux Américains[30]

À partir de là, le Sheikh al-Rahman est suivi à la trace pendant plusieurs semaines. Le mercredi 7 juin, il se rend dans le hameau de Hibhib, situé à huit kilomètres au nord-ouest de Bakouba. Les Américains ont intercepté un de ses coups de téléphone où il disait qu'il devait rencontrer al-Zarqaoui. Il est suivi au sol par des espions et depuis les airs. Une équipe de reconnaissance de la Delta Force a été infiltrée dans la zone pour surveiller la maison. Un drone MQ-1 Predator du 3rd Special Operations Squadron surveille également la scène.
L'état-major américain à Bagdad est à ce moment-là certain d'avoir localisé Al-Zarqaoui « avec 100 % de certitude ». Le commandement de la Task Force 145 envisage de lancer un assaut, mais Al-Zarqaoui a par le passé réussi à forcer un barrage. Deux chasseurs F-16 en patrouille de routine sont déroutés. Avec l'équipe de la Delta Force se trouve également un commando de l'US Air Force, mais il n'est pas précisé s'il a guidé la frappe aérienne. Vers 18h15, les F-16 larguent deux bombes de 250 kilos sur la maison.
Des forces irakiennes sont les premières sur les lieux, rapidement rejointes par des forces US, et trouvent Zarqaoui qui est gravement blessé. Placé sur une civière, il serait mort de ses blessures une dizaine de minutes plus tard. Il est d'abord reconnu grâce à son visage et à ses « cicatrices connues » laissées par les tatouages effacés à l'acide, ou, en dernier recours, avec une lame de rasoir. L'analyse des empreintes digitales confirme définitivement l'identité du mort. Cependant, l'armée américaine mène une enquête afin de déterminer les circonstances exactes de sa mort.

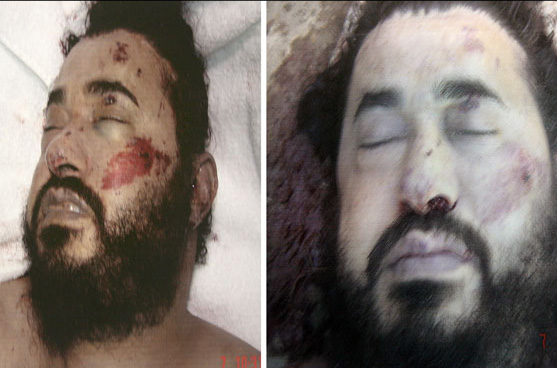
Photos du cadavre d'Abou Moussab Al-Zarqaoui présentées par le gouvernement des États-Unis afin de prouver sa mort.

Selon les Américains, la cachette contenait un « trésor d'informations » qui a permis de mener le lendemain même dix-sept autres raids contre les cachettes d'autres personnalités de son organisation. Cependant, selon le centre américain pour le contre-terrorisme, Al-Zarqaoui aurait organisé un total de vingt-quatre groupes terroristes répartis dans plus de quarante pays, du monde musulman, d'Europe et au Canada.

## Succession
La branche irakienne du réseau Al-Qaida en Irak a annoncé, lundi 12 juin 2006, dans un communiqué, que l'organisation avait désigné cheikh Abou Hamza Al-Mouhajer pour succéder à Abou Moussab Al-Zarqaoui.[réf. nécessaire]

## Postérité
Abou Moussab Al-Zarqaoui est cité dans le film Vice.
Il y est présenté comme un trafiquant de drogue s'étant radicalisé dans une prison jordanienne. Ayant rencontré Ben Laden, les deux hommes ne se seraient pas entendus car la mère de Ben Laden était chiite et qu'Al-Zarqaoui vouait une haine féroce aux chiites. Cependant, la Maison-Blanche, et essentiellement Dick Cheney ont utilisé cette rencontre pour justifier l'invasion en Irak, expliquant qu'Al-Zarqaoui était la branche iraqienne d'Al-Qaïda.
Mis en avant par les américains, Al-Zarqaoui aurait gagné une certaine popularité en Irak, à partir duquel il a voulu initier un État islamique en Irak et au Levant basé sur deux principales oppositions : les sunnites face aux chiites et l'Islam contre l'Occident.